# Chrysler Classic de Tucson
Le Chrysler Classic de Tucson est un ancien tournoi professionnel de Golf du PGA Tour. Le tournoi s'est disputé à Tucson, dans l'Arizona, de 1945 à 2006.

## Palmarès
| année                                | Vainqueur                      |
| ------------------------------------ | ------------------------------ |
| Tucson Open                          |                                |
| 1945                                 | Ray Mangrum                    |
| 1946                                 | Jimmy Demaret                  |
| 1947                                 | Jimmy Demaret                  |
| 1948                                 | Skip Alexander                 |
| 1949                                 | Lloyd Mangrum                  |
| 1950                                 | Chandler Harper                |
| 1951                                 | Lloyd Mangrum                  |
| 1952                                 | Henry Williams, Jr.            |
| 1953                                 | Tommy Bolt                     |
| 1954                                 | Pas de tournoi                 |
| 1955                                 | Tommy Bolt                     |
| Tucson Open Invitational             |                                |
| 1956                                 | Ted Kroll                      |
| 1957                                 | Dow Finsterwald                |
| 1958                                 | Lionel Hebert                  |
| 1959                                 | Gene Littler                   |
| 1960                                 | Don January                    |
| Home of the Sun Open                 |                                |
| 1961                                 | Dave Hill                      |
| Tucson Open Invitational             |                                |
| 1962                                 | Phil Rodgers                   |
| 1963                                 | Don January                    |
| 1964                                 | Jacky Cupit                    |
| 1965                                 | Bob Charles                    |
| 1966                                 | Joe Campbell                   |
| 1967                                 | Arnold Palmer                  |
| 1968                                 | George Knudson                 |
| 1969                                 | Lee Trevino                    |
| 1970                                 | Lee Trevino                    |
| 1971                                 | J. C. Snead                    |
| Dean Martin Tucson Open              |                                |
| 1972                                 | Miller Barber                  |
| 1973                                 | Bruce Crampton                 |
| 1974                                 | Johnny Miller                  |
| 1975                                 | Johnny Miller                  |
| Joe Garagiola-Tucson Open            |                                |
| 1977                                 | Bruce Lietzke                  |
| 1978                                 | Tom Watson                     |
| 1979                                 | Bruce Lietzke                  |
| 1980                                 | Jim Colbert                    |
| 1981                                 | Johnny Miller                  |
| 1982                                 | Craig Stadler                  |
| 1983                                 | Gil Morgan                     |
| Seiko-Tucson Match Play Championship |                                |
| 1984                                 | Tom Watson                     |
| 1985                                 | Jim Thorpe                     |
| 1986                                 | Jim Thorpe                     |
| Seiko Tucson Open                    |                                |
| 1987                                 | Mike Reid                      |
| Northern Telecom Tucson Open         |                                |
| 1988                                 | David Frost                    |
| 1989                                 | Pas de tournoi                 |
| 1990                                 | Robert Gamez                   |
| Northern Telecom Open                |                                |
| 1991                                 | Phil Mickelson (comme amateur) |
| 1992                                 | Lee Janzen                     |
| 1993                                 | Larry Mize                     |
| 1994                                 | Andrew Magee                   |
| 1995                                 | Phil Mickelson                 |
| Nortel Open                          |                                |
| 1996                                 | Phil Mickelson                 |
| Tucson Chrysler Classic              |                                |
| 1997                                 | Jeff Sluman                    |
| 1998                                 | David Duval                    |
| Touchstone Energy Tucson Open        |                                |
| 1999                                 | Gabriel Hjertstedt             |
| 2000                                 | Jim Carter                     |
| 2001                                 | Garrett Willis                 |
| 2002                                 | Ian Leggatt                    |
| Chrysler Classic of Tucson           |                                |
| 2003                                 | Frank Lickliter                |
| 2004                                 | Heath Slocum                   |
| 2005                                 | Geoff Ogilvy                   |
| 2006                                 | Kirk Triplett                  |